# Џек Стајнбергер
Џек Стајнбергер (енгл. Jack Steinberger; Бад Кисинген, 25. мај 1921 — Женева, 12. децембар 2020) био је амерички физичар, који је 1988. године, заједно са Мелвином Шварцом и Леоном Ледерманом, добио Нобелову награду за физику „за неутрино зрак методу и демонстрацију дублетске структуре лептона кроз откриће муон неутрина”.